# La Vaguada (Málaga)
La Vaguada es un barrio perteneciente al distrito Este de la ciudad andaluza de Málaga, España. Según la delimitación oficial del ayuntamiento, limita al norte con los barrios de La Manía y Los Pinos del Limonar; al este, con Las Palmeras y El Limonar; al sur, con Monte Sancha; y al oeste, con Ventaja Alta.

## Transporte
En autobús, queda conectado mediante las siguientes líneas de la EMT: 
| Línea | Trayecto                       | Recorrido | Frecuencia    |
| ----- | ------------------------------ | --------- | ------------- |
| 32    | Alameda Principal - El Limonar | Recorrido | 16-18 minutos |
| 35    | Alameda Principal - Gibralfaro | Recorrido | 40-50 minutos |